# Robin Ordell
Robin «Pop» Ordell (Sídney, 16 de junio de 1920-Región del Ruhr, 3 de febrero de 1945) fue un actor y locutor de radio australiano. Actuó cuando era niño en la película de su padre Tal Ordell, The Kid Stakes, y luego trabajó con la estación de radio 2GB cuando era adolescente y adulto. Murió en la Segunda Guerra Mundial.

## Biografía

### Primeros años y carrera como actor
Ordell nació en Sídney el 16 de junio de 1920, hijo del actor Tal Ordell y la enfermera Ethel Phillips. Tal había actuado durante unas dos décadas antes del nacimiento de su hijo.
En enero de 1927, cuando tenía seis años, Ordell fue elegido para la película de su padre The Kid Stakes como el personaje principal, Fatty Finn. The Sunday Times lo describió como un «joven de aspecto melancólico, con un atractivo directo para el corazón y un extraño instinto para su trabajo. Su sentido de la comedia y su expresión de diversas emociones son encantadores».
A mediados de la década de 1930, Ordell comenzó a actuar en obras de radio para 2GB. Apareció como Peter Heywood en The Mutiny of the Bounty (1934) y como el niño en Murder at 2FC (1935). Apareció en otras series a lo largo de finales de la década de 1930 como Raising a Family.

### Carrera de locutor de radio
Después de graduarse de la Sydney Grammar School en 1937, Ordell se unió a 2GB como locutor de radio junior.  En 1939, cuando Dick Fair fue transferido de la sesión de radio temprano en la mañana (entre las 6:00 y las 8:45 am) al programa nocturno, Ordell ocupó su lugar, convirtiéndose en el locutor de radio más joven de Australia en ese momento.
En junio de 1940, Ordell creó The Youth Show, un programa de 2GB centrado en estrellas de la radio menores de 21 años  Fue transmitido en toda Australia.

### Servicio militar y fallecimiento
A finales de 1941, Ordell se sometió a exámenes médicos y fue aceptado por la Real Fuerza Aérea Australiana para servir como aviador en la Segunda Guerra Mundial. The Cumberland Argus and Fruitgrowers' Advocate explicó que «Robin, siempre un fanático de los vuelos, ha realizado sus ambiciones de infancia y tiene grandes esperanzas de convertirse en piloto de combate». El 25 de abril de 1942 se alistó en Woolloomooloo; Jack Davey lo reemplazó como locutor matutino en 2GB. Durante su servicio, Ordell se entrenó como piloto en Canadá bajo el Plan de Formación Aérea de la Comunidad Británica y actuó para otros militares durante su destino en Londres. Fue asignado al Escuadrón N.° 100 de la RAF, sirviendo como piloto del bombardero Avro Lancaster.
El 3 de febrero de 1945, Ordell, un teniente de vuelo, participó en un bombardeo contra plantas industriales en la región alemana del Ruhr. Durante el bombardeo, él fue  muerto en combate junto con otros cinco miembros de la tripulación cuando su avión fue derribado. El único superviviente, el artillero de cola J. Harper, resultó herido y hecho prisionero. Inicialmente reportado como desaparecido en acción, el cuerpo de Ordell fue recuperado y enterrado en Venray antes de ser enterrado en el cementerio de guerra de Mierlo después de la guerra. En abril de 1946, recibió póstumamente la Cruz de Vuelo Distinguido por «mostrar la máxima fortaleza, coraje y devoción al deber».